# 帕查圖桑山
13°31′10″S 71°46′50″W / 13.51944°S 71.78056°W

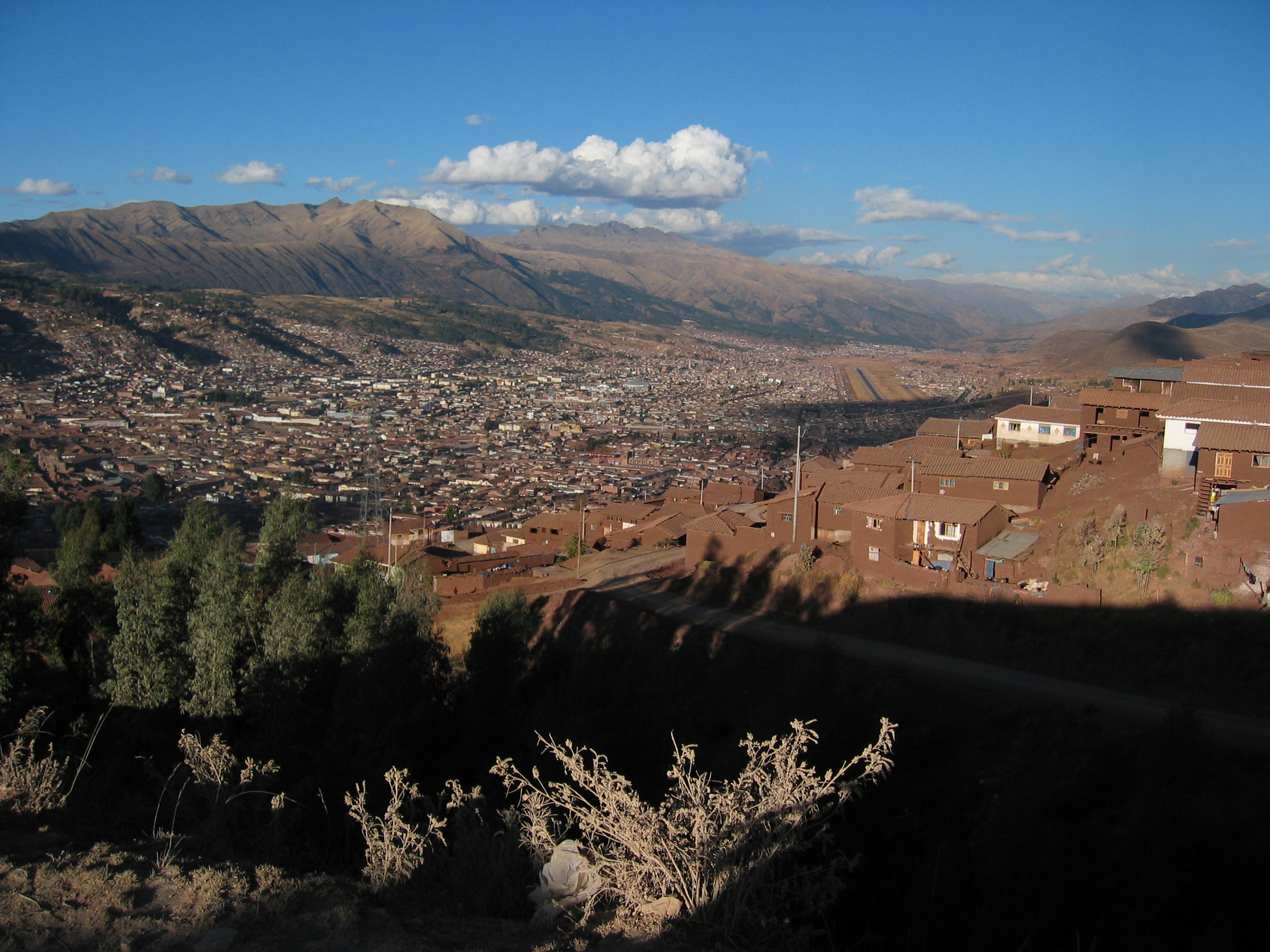

帕查圖桑山（Pachatusan），是秘魯的山峰，位於該國東南部庫斯科大區，處於庫斯科東北面的烏魯班巴河西岸，屬於安第斯山脈的一部分，海拔高度4,842米。